# شهرستان فلورانس (کارولینای جنوبی)
شهرستان فلورانس، کارولینای جنوبی (به انگلیسی: Florence County, South Carolina) یک سکونتگاه مسکونی در ایالات متحده آمریکا است که در کارولینای جنوبی واقع شده‌است.

## خصوصیات
شهرستان فلورانس ۲٬۰۸۲٫۳۶ کیلومترمربع مساحت دارد.